# Конфлікт між Хезболлою та Ізраїлем (з 2023)
Конфлікт між Хезболлою та Ізраїлем (війна Ізраїлю та Хезболли, Третя Ліванська війна) — збройний конфлікт між ліванським шиїтським воєнізованим угрупованням «Хезболла» та Ізраїлем, що розпочався 8 жовтня 2023 року, коли «Хезболла» завдали удару ракетами та артилерією по ізраїльських позиціях після нападу ХАМАС на Ізраїль, здійсненого 7 жовтня. Конфлікт переріс у тривалий обмін обстрілами, що призвело до значного переміщення населення в Ізраїлі та Лівані. Цей конфлікт ознаменував найбільшу ескалацію конфлікту між Хезболлою та Ізраїлем з часів Ліванської війни 2006 року.
8 жовтня 2023 року «Хезболла» почала обстріл керованими ракетами та артилерійськими снарядами ізраїльських позицій на знак солідарності з палестинцями після нападу ХАМАС на Ізраїль і початку ізраїльських бомбардувань сектора Гази. У відповідь Ізраїль завдав ударів з безпілотників та артилерійських снарядів по позиціях «Хезболли», а також завдав авіаударів по Лівану і Сирії. На півночі Ізраїлю конфлікт змусив приблизно 96 000 людей покинути свої помешкання, тоді як у Лівані переміщеними особами стали понад 1,4 мільйона людей.
1 жовтня ізраїльські військові почали вторгнення на південь Лівану. Ізраїльські операції призвели до ліквідації військової інфраструктури Хезболли на півдні Лівану та знищення значної частини її ракетних запасів.
Угода про припинення вогню була укладена за сприяння посередників і набула чинності 27 листопада 2024 року Перемир'я, розраховане на 60 днів, передбачало, що Хезболла повинна була перемістити своїх бойовиків на північ від річки Літані, приблизно за 30 кілометрів від кордону, в той час, як Ізраїль почав виводити свої війська з південного Лівану. Ліванській армії було доручено розгорнути близько 5000 солдатів для моніторингу ситуації і підтримки миру в регіоні. Припинення вогню контролюється групою з п'яти країн на чолі зі Сполученими Штатами, хоча Ізраїль залишив за собою право завдавати удари у разі безпосередньої загрози з території Лівану протягом цього періоду.